# Black Brook (dopływ Seneki)
Black Brook – mała rzeka w Stanach Zjednoczonych, w stanie Nowy Jork, w hrabstwie Seneca. Rzeka jest jednym z dopływów rzeki Seneca. Długość cieku nie została określona, natomiast powierzchnia zlewni wynosi 24,7 km².